# Elien Meijer
Elsiena Janneke "Elien" Meijer  (ur. 25 stycznia 1970), holenderska wioślarka. Srebrna medalistka olimpijska z Sydney.
Zawody w 2000 były jej drugimi igrzyskami olimpijskimi, debiutowała w 1996. W Sydney medal zdobyła w ósemce. Brała udział w kilku edycjach mistrzostw świata. W 1994 była mistrzynią globu w czwórce bez sternika.